# 吉窪城
吉窪城（よしくぼじょう）は、長野県長野市にあった日本の城。

## 概要
村上氏の支族・小田切幸長の居城であった。犀川沿いにあり、善光寺平と安曇野を結ぶ要衝にあった。弘治3年（1557年）、武田信玄は、葛山城を攻略した。吉窪城主小田切幸長は葛山城主落合治吉と共に葛山城に籠城し、吉窪城は子の民部少輔が守った。しかし、葛山城の落城と共に吉窪城も落城した。